# بوشعيب السفياني
بوشعيب السفياني (مواليد 27 أكتوبر 1994) لاعب كرة قدم مغربي يجيد اللعب في الهجوم .

## مسيرة اللاعب
لعب سابقاً مع نادي النهضة السطاتية ونادي الفقيه بنصالح ونادي الجيش الملكي ونادي اتحاد الخميسات ونادي اتحاد آيت ملول ونادي قصبة تادلة ونادي اتحاد آيت ملول و احترف في الإمارات في نادي الذيد ونادي التعاون الإماراتي ونادي التعاون الإماراتي و في الكويت في نادي الفحيحيل و في عمان في نادي ظفار .